# 拉讷沃维尔德旺南锡
拉讷沃维尔-德旺南锡（法語：Laneuveville-devant-Nancy，法語發音：[lanœvvil dəvɑ̃ nɑ̃si]，意为“南锡前面的拉讷沃维尔”）是法国默尔特-摩泽尔省的一个市镇，位于该省东南部，属于南锡区。

## 地理
拉讷沃维尔-德旺南锡（48°39'19"N, 6°13'53"E）面积12.47 平方千米，位于法国大東部大區默尔特-摩泽尔省，该省份为法国东北部内陆省份，是洛林的一部分，北邻比利时、卢森堡，北起顺时针与摩泽尔省、下莱茵省、孚日省和默兹省接壤。
与拉讷沃维尔-德旺南锡接壤的市镇（或旧市镇、城区）包括：默尔特河畔阿尔、弗莱维尔德旺南锡、埃耶库尔、雅维尔-拉马尔格朗日、圣尼古拉德波尔、通布莱讷、瓦朗热维尔、韦尔穆瓦城。
拉讷沃维尔-德旺南锡的时区为UTC+01:00、UTC+02:00（夏令时）。

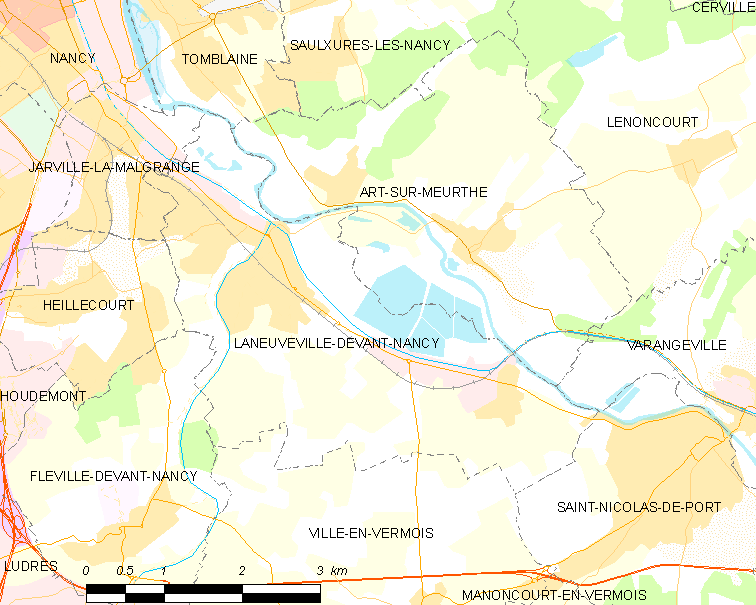
拉讷沃维尔-德旺南锡的OSM定位图

## 行政
拉讷沃维尔-德旺南锡的邮政编码为54410，INSEE市镇编码为54300。

## 政治
拉讷沃维尔-德旺南锡所属的省级选区为格朗库罗内县。

## 人口

1962-2008年间拉讷沃维尔-德旺南锡人口变化图示

拉讷沃维尔-德旺南锡于2022年1月1日时的人口数量为6595人。